# Rally de Cantabria
El Rally de Cantabria, oficialmente en su última edición Rallye Santander Cantabria, fue una prueba de rally que se celebró anualmente en Cantabria, España, desde 1979 y que fue puntuable tanto para el Campeonato de España de Rally como para el Campeonato de Cantabria. La prueba la organizaba el Club Deportivo Peñucas con la colaboración de la Real Federación Española de Automovilismo. 
Ha cambiado de nombre en muchas ocasiones a lo largo de su existencia. En sus primeras ediciones recibió el nombre de Rally Promoción Los Peñucas y luego simplemente como Rally Peñucas. En los años 1980 fue conocido como Rally Ciudad de Santander, luego como Rally Caja Cantabria hasta 2002, de 2003 a 2010 como Rally Cantabria Infinita, en 2012 Rallye Internacional Cantabria y desde 2013 con el apelativo actual.

## Historia
Este rallye comenzó a disputarse en el año 1979 y en esa primera edición el ganador fue Fernando Lezama con un Ford Escort. El rally ha ido cambiando de nombre desde su primera edición, generalmente por el cambio del patrocinador principal. Es valedero para el Campeonato de España de Rallyes desde 1989. Habitualmente la salida, la llegada y la entrega de premios de la prueba se realiza en la Avenida del Stadium de "El Sardinero", en Santander.
En 2019 meses antes de la realización de la 40.ª edición, los organizadores anunciaron que esta sería la última.

## Palmarés
| Año     | Edición                                           | Piloto                   | Copiloto                  | Vehículo                   | Series             |
| ------- | ------------------------------------------------- | ------------------------ | ------------------------- | -------------------------- | ------------------ |
| 1979    | 1.er Rallye Promoción Los Peñucas                 | Fernando Lezama          | ?                         | Ford Escort                | Castilla Cantabria |
| 1980    | 2.º Rallye Los Peñucas                            | Martínez                 | Castaño                   | Renault Alpine             |                    |
| 1981    | 3.er Rallye Los Peñucas                           | José Alberto Hevia       | Paulino Villa             | SEAT 124-2000              |                    |
| 1982    | 4º Rallye Los Peñucas                             | Alfredo Del Águila       | Sanz                      | Citroën Visa Trophee       |                    |
| 1983    | 5º Rallye Los Peñucas                             | Carlos Sainz             | Juanjo Lacalle            | Renault 5 Turbo            |                    |
| 1984    | 6º Rallye Los Peñucas-I Rally Ciudad de Santander | Carlos Alonso-Lamberti   | Víctor Rodríguez          | Opel Ascona 400            | Copa               |
| 1985    | 7º Rally Ciudad de Santander-Los Peñucas          | Marc Etchebers           | Marie-Christine Etchebers | Porsche 911 SC             | Copa               |
| 1986    | 8º Rally Ciudad de Santander-Los Peñucas          | Jesús Puras              | José Arrarte              | Renault 5 Turbo            | Copa               |
| 1987    | 9º Rally Ciudad de Santander-Los Peñucas          | Fernando Brizuela        | Mario Saguillo            | Renault 5 Turbo            | Copa               |
| 1988    | 10.º Rally Ciudad de Santander                    | Marc Etchebers           | Humberto González         | Porsche 911 SC             | Copa               |
| 1989    | 11.º Rally Ciudad de Santander                    | Jesús Puras              | Tomás Aguado              | Ford Sierra RS Cosworth    | España             |
| 1990    | 12.º Rally Ciudad de Santander Caja Cantabria     | Jesús Puras              | José Arrarte              | Lancia Delta Integrale 16V | España             |
| 1991    | 13.er Rally Ciudad de Santander Caja Cantabria    | José María Ponce         | José Carlos Deniz         | BMW M3                     | España             |
| 1992    | 14.º Rally Caja Cantabria                         | Luis Monzón              | Gaspar León               | Lancia Integrale 16V       | España             |
| 1993    | 15.º Rally Caja Cantabria                         | Jesús Puras              | Alex Romaní               | Ford Escort Cosworth       | CERA               |
| 1994    | 16.º Rally Caja Cantabria                         | Oriol Gómez              | Marc Martí                | Renault Clio Williams      | CERA               |
| 1995    | 17.º Rally Caja Cantabria                         | Jesus Puras              | Alex Romaní               | Citroën ZX 16 V            | CERA               |
| 1996    | 18.º Rally Caja Cantabria                         | Jaime Azcona             | Julius Billmaier          | Peugeot 306                | CERA               |
| 1997    | 19.º Rally Caja Cantabria                         | Jesús Puras              | Carlos del Barrio         | Citroën ZX Kit Car         | CERA               |
| 1998    | 20.º Rally Caja Cantabria                         | Jesús Puras              | Carlos del Barrio         | Citroën Xsara Kit Car      | CERA               |
| 1999    | 21.er Rally Caja Cantabria                        | Jesús Puras              | Marc Martí                | Citroën Xsara Kit Car      | CERA               |
| 2000    | 22.º Rally Caja Cantabria                         | Jesús Puras              | Marc Martí                | Citroën Xsara Kit Car      | CERA               |
| 2001    | 23.er Rally Ayto. de Santander-Caja Cantabria     | Salvador Cañellas jr.    | Alberto Sanchís           | SEAT Córdoba WRC           | CERA               |
| 2002    | 24.º Rally Santander Cantabria                    | Jesús Puras              | Carlos del Barrio         | Citroën Xsara WRC          | CERA               |
| 2003    | 25.º Rally Santander Cantabria                    | Daniel Sordo             | Juan Antonio Castillo     | Mitsubishi Evo VI          | CERA               |
| 2004    | 26.º Rally Cantabria Infinita                     | Enrique García Ojeda     | Raquel Fernández          | Peugeot 206 S1600          | CERA               |
| 2005    | 27.º Rally Cantabria Infinita                     | Daniel Sordo             | Marc Martí                | Citroën C2 S1600           | CERA               |
| 2006    | 28.º Rally Cantabria Infinita                     | Enrique García Ojeda     | Jordi Barrabés            | Peugeot 206 S1600          | CERA               |
| 2007    | 29.º Rally Cantabria Infinita                     | Alberto Hevia            | Alberto Iglesias          | Volkswagen Polo S1600      | CERA               |
| 2008    | 30.º Rally Cantabria Infinita                     | Enrique García Ojeda     | Jordi Barrabés            | Peugeot 207 S2000          | CERA               |
| 2009    | 31.er Rally Cantabria Infinita                    | Enrique García Ojeda     | Jordi Barrabés            | Subaru Impreza             | CERA               |
| 2010    | 32.º Rally Cantabria Infinita                     | Enrique García Ojeda     | Jordi Barrabés            | Subaru Impreza             | CERA               |
| 2011    | 33.er Rally Cantabria Infinita                    | Xavi Pons                | Alex Haro                 | Ford Fiesta S2000          | CERA               |
| 2012    | 34.º Rally Internacional Cantabria                | Alberto Hevia            | Alberto Iglesias          | Škoda Fabia S2000          | CERA               |
| 2013    | 35.º Rally Santander Cantabria                    | Luis Monzón              | José Carlos Déniz         | Mini Cooper WRC            | CERA               |
| 2014    | 36.º Rally Santander Cantabria                    | Miguel Ángel Fuster      | Ignacio Aviñó             | Ford Fiesta R5             | CERA               |
| 2015    | Anulado                                           |                          |                           |                            | CERA               |
| 2016    | 37.º Rally Santander Cantabria                    | Cristian García Martínez | Rebeca Liso               | Mitsubishi Lancer Evo X    | CERA               |
| 2017    | 38.º Rally Santander Cantabria                    | Iván Ares                | José Antonio Pintor       | Hyundai i20 R5             | CERA               |
| 2018    | 39.º Rallye Blendio Santander-Cantabria           | Miguel Ángel Fuster      | Ignacio Aviñó             | Ford Fiesta R5             | CERA               |
| 2019    | 40.º Rallye Santander Cantabria                   | Surhayen Pernía          | Alba Sánchez              | Hyundai i20 R5             | CERA               |
| Fuentes |                                                   |                          |                           |                            |                    |

## Imágenes

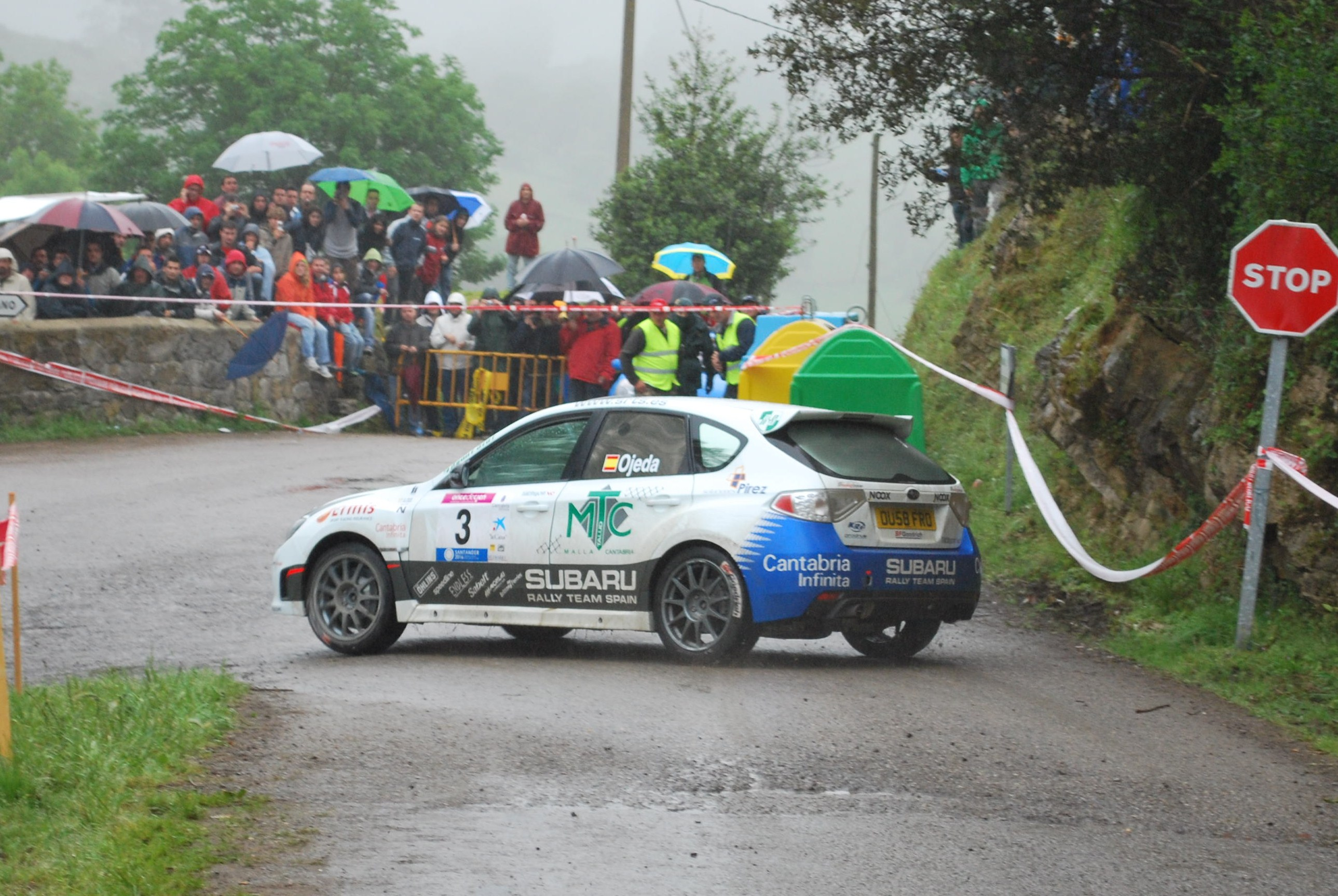
Enrique García Ojeda durante la edición del 2009.
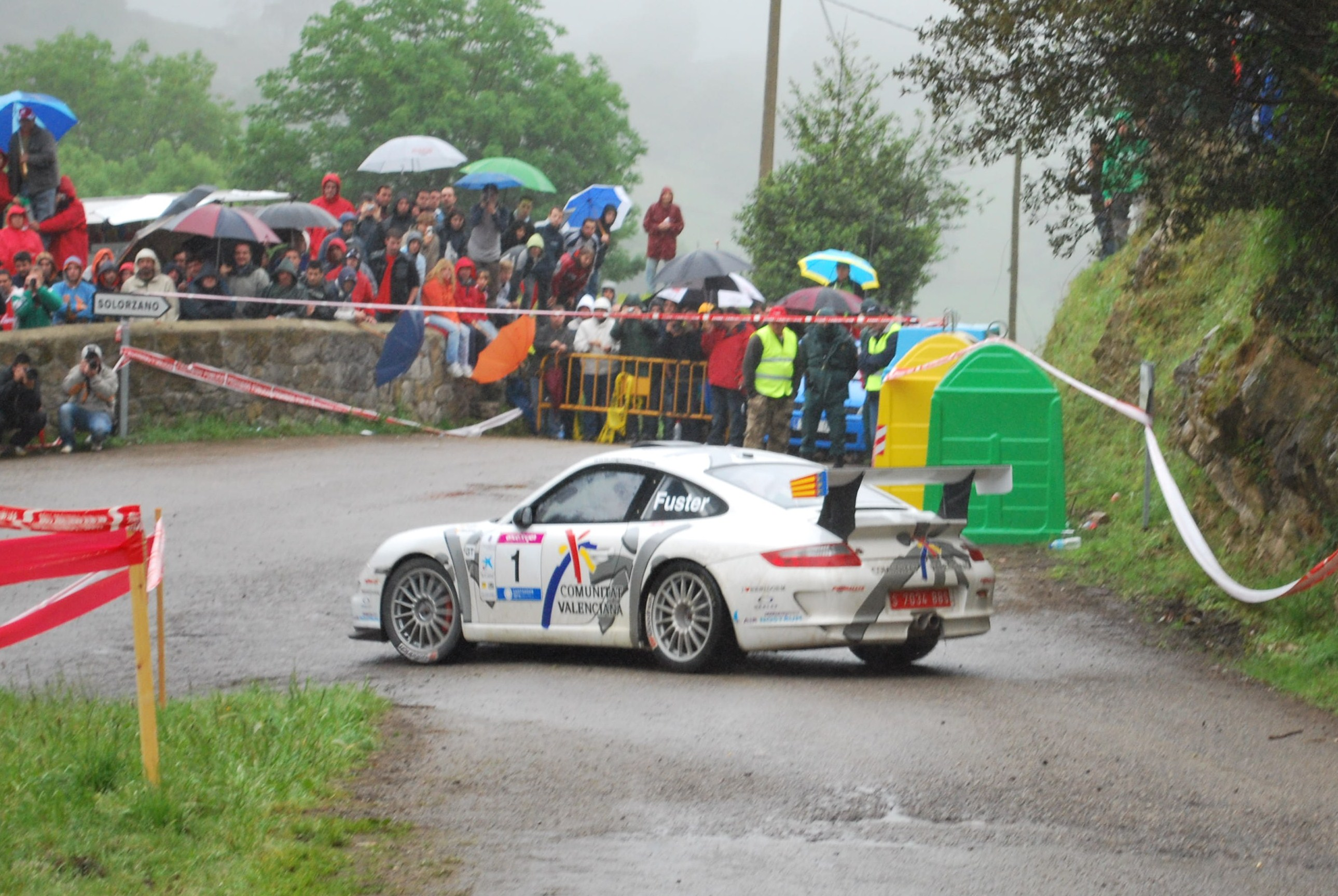
Miguel Fuster con el Porsche 911 GT3.